# BioWare
A BioWare egy kanadai videójáték fejlesztő vállalat, melyet 1995 februárjában alapított három friss diplomás orvostanhallgató: Ray Muzyka, Greg Zeschuk és Augustine Yip. A cég jelenleg az Electronic Arts tulajdonában van. Főként szerepjátékok készítésével foglalkoznak, melyekkel komoly sikereket érnek el. Legutóbbi játékaik a 2011 decemberében megjelent Star Wars: The Old Republic című MMORPG, illetve a 2012 márciusában megjelent Mass Effect 3.
2011 októberében a BioWare hat stúdióból állt: BioWare Edmonton, BioWare Austin, BioWare Mythic, BioWare Montreal, BioWare Ireland és BioWare San Francisco (korábban EA2D). Míg Muzyka és Zeschuk fontosabb pozíciókat töltenek be az Electronic Arts és a BioWare berkein belül, addig Augustine Yip 1997-ben úgy döntött visszatér az orvosi pályához.

## Játékaik
- Shattered Steel (1996)
- Baldur’s Gate (1998)
  - Baldur’s Gate: Tales of the Sword Coast (1999)
- MDK2 (2000)
- Baldur’s Gate II: Shadows of Amn (2000)
  - Baldur’s Gate II: Throne of Bhaal (2001)
- Neverwinter Nights (2002)
  - Neverwinter Nights: Shadows of Undrentide (2003)
  - Neverwinter Nights: Hordes of the Underdark (2003)
  - Neverwinter Nights: Kingmaker (2005)
- Star Wars: Knights of the Old Republic (2003)
- Jade Empire (2005) - PC (2007)
- Mass Effect (2007) - PC (2008)
- Sonic Chronicles: The Dark Brotherhood (2008)
- Dragon Age: Vérvonalak (2010)
  - Dragon Age: Vérvonalak - Eszmélés (2011)
- Mass Effect 2 (2010)
- Dragon Age II (2011)
- Star Wars: The Old Republic (2011)
  - Star Wars: The Old Republic – Rise of the Hutt Cartel (2013)
- Mass Effect 3 (2012)
- Dragon Age: Inquisition (2014)
- Mass Effect: Andromeda (2017)
- Anthem (2019) -  (Egy looter-shooter FPS videójáték, amely Windows, Xbox One és PlayStation 4 platformokra jelent meg 2019. február 22-én.)

## BioWare motort használó más fejlesztésű játékok
- Planescape: Torment (1999)
- Icewind Dale (2000)
  - Icewind Dale: Heart of Winter (2001)
  - Icewind Dale: Trials of the Luremaster (2001)
- Icewind Dale II (2002)
- Star Wars: Knights of the Old Republic II: The Sith Lords (2004)
- Neverwinter Nights 2 (2006)
- The Witcher (2007)